# Aegialia kamtschaticus
Aegialia kamtschaticus är en skalbaggsart som beskrevs av Victor Ivanovitsch Motschulsky 1860. Aegialia kamtschaticus ingår i släktet Aegialia och familjen Aegialiidae. Inga underarter finns listade i Catalogue of Life.